# روبرت سيسيل
ادجار ألجيرنون روبرت جاسكوين (بالإنجليزية: Edgar Algernon Robert Gascoyne-Cecil, 1st Viscount Cecil of Chelwood)‏ هو سياسي ومحامي وديبلوماسي بريطاني ولد في 14 سبتمبر 1864 وتوفي في 24 نوفمبر 1958 . هو أحد مؤسسي عصبة الأمم ومن أشد مدافيعها مما جعله يتحصل على جائزة نوبل للسلام سنة 1937.
ادجار هو ابن روبرت سيسل سياسي بريطاني بارز شغل منصب رئيس وزراء بريطانيا ثلاث مرات.
انتخب سنة 1906 في مجلس العموم عن حزب المحافظين. عمل خلال الحرب العالمية الأولى لصالح الصليب الأحمر. اقترح على عصبة الأمم اعتماد لغة إسبرانتو كحل لمشكلة اللغة.

## روابط خارجية
- روبرت سيسيل على موقع الموسوعة البريطانية (الإنجليزية)
- روبرت سيسيل على موقع مونزينجر (الألمانية)
- روبرت سيسيل على موقع إن إن دي بي (الإنجليزية)